# Tukwila
Tukwila ist eine Stadt im King County im US-Bundesstaat Washington. Sie liegt im Großraum Seattle und hat laut US Census 21.798 Einwohner (Stand 2020).

## Geschichte
Die ersten Einwohner auf dem heutigen Stadtgebiet waren die Duwamish. Sie lebten in der Nähe des Duwamish Rivers. Der Stadtname Tukwila ist eine Bezeichnung aus der Sprache Chinook Wawa und bedeutet Nuss bzw. Haselnuss. Andere Quellen behaupten, es leite sich vom indianischen Wort T’awedIc ab, was Ente bedeutet.
1853 wurde das Gebiet von dem Kanadier Joseph Foster besiedelt. Er wurde später als der Vater von Tukwila bekannt und leitete das King County für 22 Jahre. In späteren Jahren wuchs die Stadt zu einem landwirtschaftlichen Zentrum. Die Einwohnerzahl wuchs stetig und immer mehr Industrie siedelte sich an.
Tukwila erhielt 1908 die Stadtrechte.

## Geographie
Nach dem United States Census Bureau erstreckt sich Tukwila auf eine Fläche von 24,81 km2, davon entfallen 1,06 km2 auf Wasserfläche.
Im Norden grenzt die Stadt an Seattle, im Osten an Bryn Mawr-Skyway (Nord-Ost), Renton, Kent (Süd-Ost), im Süden an SeaTac und Des Moines und im Westen an Burien.

## Demographie
Nach der Volkszählung von 2010 hat die Stadt 19.107 Einwohner, 7.157 Haushalte und 4.124 Familien. Die Bevölkerungsdichte beträgt 2.083,6/km2. Von der Bevölkerung sind 43,9 % Weiße, 17,9 % Afroamerikaner, 1,1 % amerikanische Ureinwohner, 19,0 % Asiaten, 2,8 % pazifische Insulaner, 9,3 % sonstiger Herkunft, 6,0 % sind gemischter Herkunft. 17,5 % sind Latinos.
Von den 7.157 Haushalten haben 33,3 % Kinder unter 18 Jahren. 36,6 % davon bestehen aus Verheirateten und zusammenlebenden Paaren, 13,8 % sind alleinerziehende Mütter, 7,2 % sind alleinerziehende Väter, 42,4 % sind keine Familien. 32,2 % aller Haushalte bestehen aus Singles, 5,9 % sind alleinlebende Menschen über 65. Die Durchschnittsgröße der Haushalte beträgt 2,64. Die Durchschnittsfamilie hat 3,42 Personen.
24,2 % der Einwohner sind unter 18, 10,2 % zwischen 18 und 24, 32,7 % zwischen 25 und 44, 25,1 % zwischen 45 und 64, 8 % über 65 Jahre. Das Durchschnittsalter ist 33,8 Jahre. In der Stadt leben 48,1 % Frauen und 51,9 % Männer.
Das Durchschnittseinkommen der Haushalte beträgt US$ 40.718. Das Durchschnittseinkommen einer Familie beträgt $42.442. Männer haben ein Durchschnittseinkommen von US$ 35.525, Frauen $28.913. Das Pro-Kopf-Einkommen der Stadt beträgt US$ 22.354. 12,7 % der Bevölkerung und 8,8 % der Familien leben unterhalb der Armutsgrenze.

## Wirtschaft
Tukwila ist Kreuzungspunkt diverser Straßen, Bahnlinien und Flusswegen. In der Stadt gibt es das Westfield Southcenter, eine der größten Shoppingmalls der Region. Größter Arbeitgeber ist das Unternehmen Boeing. Des Weiteren beherbergt die Stadt eine Reihe an Serverfarmen und Datencenter für größere Unternehmen, wie z. B. Microsoft, Internap, die University of Washington und Savvis.
Weitere große Arbeitgeber sind Group Health Cooperative und die King County Metro.

## Infrastruktur
In der Nähe der Stadt liegen die Flughäfen King County International Airport, auch Boeing Field genannt, und der Seattle-Tacoma International Airport.

## Bildung
Alle öffentlichen Schulen werden von dem Tukwila School District verwaltet. Es gibt 3 Elementary Schools, eine Middle School und eine High School. Die Raisbeck Aviation High School, die sich auch in Tukwila befindet, untersteht dem Highline School District.

## Sport
In der Stadt befindet sich der Starfire Sports Complex. Diese Sportanlage besteht aus mehreren Fußballfeldern und wird von der gemeinnützigen Organisation Starfire Sports geleitet. Seit 2003 werden hier die Fußballspiele der Frauenfußballmannschaft Seattle Sounders Women ausgetragen. Seit 2015 spielt hier auch die Reserve des Seattle Sounders FC in der United Soccer League.